# Speak (singel)
Speak – utwór amerykańskiego zespołu muzycznego Godsmack, będący pierwszym singlem z czwartego albumu studyjnego zespołu, IV. Został wydany w formacie CD 14 lutego 2006 roku nakładem Universal Records i Republic Records.

## Opis
„Speak” wraz z takimi utworami z albumu IV, jak „Livin’ in Sin”, „The Enemy”, „Shine Down” i „One Rainy Day” opowiada o duchowej podróży, w którą zabierają słuchaczy muzycy zespołu Godsmack.

Autorami „Speak” są Sully Erna i Tony Rombola, odpowiednio, wokalista oraz gitarzysta zespołu. Zgodnie ze wspomnieniami Romboli dotyczącymi tworzenia muzyki do utworu: 

Podczas trasy z Metallicą, Robbie [Merrill, basista Godsmacka], Shannon [Larkin, perkusista kapeli] i ja jamowaliśmy w garderobie. Sully wetknął głowę do pokoju, ponieważ bardzo podobał mu się riff, który graliśmy, i praktycznie napisał melodię oraz dokończył piosenkę na miejscu.

{{Cytat}} Nieprawidłowe/puste pola: "styl".

Z kolei Erna tak wspominał tworzenie utworu: 

Refren otworzył się w taki sposób, że nigdy bym nie pomyślał, żeby go tak napisać.

{{Cytat}} Nieprawidłowe/puste pola: "styl".

## Odbiór komercyjny
W 2006 roku utwór „Speak” był nominowany do nagrody w kategorii Rock Single of the Year na gali Billboard Music Awards

## Teledysk
Teledysk do „Speak” został zrealizowany w ciągu jednego dnia, 7 marca 2006 roku, na Las Vegas Strip w Las Vegas, a za jego reżyserię odpowiadał Wayne Isham. Zgodnie z życzeniem Sully’ego Erny treść teledysku nie koreluje w jakikolwiek sposób z tekstem utworu. W wywiadzie dla MTV.com wokalista powiedział, że chciał tylko, aby klip „podkreślał moc, ponieważ czujemy, że jest to mocna piosenka”. W teledysku przedstawiona jest uliczna impreza motoryzacyjna z udziałem motocykli (w tym tzw. chopperów) i stuningowanych samochodów (w tym tzw. muscle carów i hot rodów), podczas której m.in. wykonywane są kaskaderskie wyczyny na motocyklach oraz widowiskowe przejazdy samochodów z tzw. „paleniem gumy”. Wszystkie te aktywności wykonane zostały bez wcześniej ustalonej choreografii. Wśród osób występujących w teledysku są, oprócz członków zespołu, liczne dziewczyny i grupa kumpli Sully’ego Erny z Nowej Anglii. 
Za dostarczenie zmodyfikowanych pojazdów na plan teledysku odpowiadała mająca siedzibę w Las Vegas firma Count’s Kustoms, z którą zespół Godsmack nawiązał współpracę za sprawą swojej ekipy produkcyjnej, która znalazła firmę poprzez losowe wyszukiwanie w internecie. Firma Count’s Kustoms, kierowana przez Danny’ego „The Counta” Kokera, zajmuje się kupowaniem, odrestaurowywaniem i przerabianiem według indywidualnych upodobań klientów klasycznych samochodów i motocykli, a następnie ich sprzedawaniem z zyskiem. Działalność firmy była później pokazywana w programie typu reality show Counting Cars, emitowanym w dziesięciu sezonach w latach 2012–2021 w amerykańskiej telewizji History. Trzy pierwsze sezony programu były emitowane w Polsce pod tytułem Auta Danny’ego przez telewizję TVN Turbo.

## Lista utworów
Opracowano na podstawie materiału źródłowego.
Wydanie CD niemieckie 2006 (Universal 0602498788639)
| Nr | Tytuł utworu                     | Autorzy                    | Długość |
| -- | -------------------------------- | -------------------------- | ------- |
| 1. | „Speak”                          | Sully Erna                 | 3:56    |
| 2. | „Spiral (Live)”                  | Sully Erna, Tony Rombola   | 7:07    |
| 3. | „Batalia De Los Tambores (Live)” | Sully Erna, Shannon Larkin | 5:54    |
|    |                                  |                            | 16:57   |

Wydanie CD amerykańskie 2006 promo (Universal/Republic UNIR 21613-2) i CD europejskie 2006 promo (Universal GODSPEAKCDP1)
| Nr | Tytuł utworu | Długość |
| -- | ------------ | ------- |
| 1. | „Speak”      | 3:58    |
|    |              | 3:58    |

## Notowania na listach przebojów
Notowania tygodniowe
| Lista (2006)                                       | Pozycja |
| -------------------------------------------------- | ------- |
| Stany Zjednoczone (Billboard Hot 100 (Billboard))  | 85      |
| Stany Zjednoczone (Mainstream Rock (Billboard))    | 1       |
| Stany Zjednoczone (Modern Rock Tracks (Billboard)) | 10      |
| Wenezuela (Record Report)                          | 4       |